# Yao Junior Sènaya
Yao Séyram Junior Sènaya (Lomé, 19 aprile 1984) è un ex calciatore togolese, di ruolo attaccante.

## Carriera
Ha militato in squadre svizzere fino al 2008, quindi si è trasferito negli Emirati Arabi.
Ha partecipato ai Mondiali di Germania del 2006 e alle Coppe delle nazioni africane con il Togo.

## Palmarès

### Club

#### Competizioni nazionali
- Campionato svizzero: 1

Basilea: 2003-2004
- Coppa Svizzera: 1

Basilea: 2002-2003